# Synthesis
Synthesis es el cuarto álbum de estudio de la banda de rock estadounidense Evanescence. Fue lanzado el 10 de noviembre de 2017 por BMG Rights Management. El álbum incluye versiones de canciones de trabajos anterior de la banda con un arreglo orquestal y elementos de música electrónica, además de dos nuevas canciones, lo que lo convierte en un álbum de estudio y un álbum de compilación. David Campbell fue el responsable del arreglo, junto con Amy Lee y el productor William B. Hunt (sin relación con el baterista de la banda, Will Hunt). Con el fin de promocionar el nuevo material, Evanescence se embarcó en el Synthesis Tour, que se inauguró el 14 de octubre de 2017 en Las Vegas y visitó ciudades de los Estados Unidos y Canadá hasta diciembre.

## Antecedentes
Desde el lanzamiento de su tercer álbum de estudio homónimo en 2011 y la gira mundial que lo acompañó (2011-2012), Evanescence tomó un paréntesis musical de tres años, durante el cual cada miembro siguió sus propios proyectos. Durante ese período, la banda también se separó de su sello discográfico, Wind-up Records.  En noviembre de 2015, Evanescence volvió a los escenarios y actuó en el Ozzfest de Tokio. En ese momento, Lee anunció que no había planes futuros para grabar nuevo material con la banda y que el grupo solo haría una gira y se reuniría con sus fanáticos a través de conciertos en el año siguiente. Añadió que se centró en hacer música como solista y en explorar un lado diferente al de ella cuando trabajó con Evanescence. En 2016, se agregaron más fechas a su gira con conciertos que tienen lugar en los Estados Unidos. 
El 13 de septiembre de 2016, la banda anunció una caja de vinilo titulada The Ultimate Collection que incluía los tres álbumes de estudio, la demo grabada al principio de su carrera y la nueva versión de su canción "Even in Death";  el set era lanzado el 17 de febrero de 2017. En octubre de 2016, Lee reveló durante una entrevista con la revista en línea Loudwire que "hay Evanescence en el futuro", y agregó que la banda se había reunido para volver a grabar algunos de sus primeros materiales, incluidos temas de su trabajo antes de su primer álbum de estudio Fallen (2003). El 9 de diciembre de 2016, un álbum recopilatorio titulado Lost Whispers, que consta de B-sides y bonus tracks de los tres álbumes de estudio de la banda, estuvo disponible para su transmisión y descarga en varias plataformas musicales.

## Concepto
El cuarto álbum de estudio de la banda y su título correspondiente Synthesis fueron revelados por Lee en un video publicado en la página de Facebook del grupo el 10 de mayo de 2017. Según ella, el título vino del hecho de que el álbum es "la síntesis, la combinación, el contraste, la sinergia entre lo orgánico y lo sintético, también el pasado y el presente ". Señaló además cómo la nueva música sería eliminada, interpretada por una orquesta y que presentaría elementos de la electrónica y el "mundo sintético de ritmos y sonidos". Según ella, el proceso detrás del álbum incluyó que la banda revisara su catálogo anterior y retrabajara algunas de sus canciones. Además, también se grabaron dos nuevas canciones para Synthesis. Ella reveló durante un video: "Este es un proyecto de pasión total para mí. Hay tantas capas en nuestra música debajo de los enormes tambores y guitarras. Siempre he querido arrojar luz sobre algunos de los magníficos arreglos de David Campbell. Elementos en nuestras canciones, y esa idea se convirtió en una bola de nieve para volver a hacerlas completamente con orquesta completa, no solo cuerdas, programación elaborada y experimentación".  Lee agregó que el proyecto "fluye como una banda sonora grande y dinámica". La reorganización de las canciones fue hecha por David Campbell, que había trabajado con la banda durante sus proyectos anteriores, así como Lee y William B. Hunt.

## Lista de canciones
| Standard edition |                                           |          |  |
| N.º              | Título                                    | Duración |  |
| 1.               | «Overture»                                | 0:57     |  |
| 2.               | «Never Go Back» (de Evanescence)          | 4:50     |  |
| 3.               | «Hi-Lo» (featuring Lindsey Stirling)      | 5:07     |  |
| 4.               | «My Heart Is Broken» (de Evanescence)     | 4:34     |  |
| 5.               | «Lacrymosa» (de The Open Door)            | 3:42     |  |
| 6.               | «The End of the Dream» (from Evanescence) | 4:54     |  |
| 7.               | «Bring Me to Life» (de Fallen)            | 4:18     |  |
| 8.               | «Unraveling» (interlude)                  | 1:40     |  |
| 9.               | «Imaginary» (de Fallen)                   | 4:03     |  |
| 10.              | «Secret Door» (de Evanescence)            | 3:48     |  |
| 11.              | «Lithium» (de The Open Door)              | 4:05     |  |
| 12.              | «Lost in Paradise» (de Evanescence)       | 4:43     |  |
| 13.              | «Your Star» (de The Open Door)            | 4:38     |  |
| 14.              | «My Immortal» (de Fallen)                 | 4:25     |  |
| 15.              | «The In-Between» (piano solo)             | 2:11     |  |
| 16.              | «Imperfection»                            | 4:22     |  |

| International deluxe edition bonus DVD |                                              |          |  |
| N.º                                    | Título                                       | Duración |  |
| 1.                                     | «From the Inside: The Creation of Synthesis» |          |  |
| 2.                                     | «Synthesis» (instrumental album)             |          |  |
| 3.                                     | «Synthesis» (5.1 surround mix)               |          |  |
| 4.                                     | «Photo gallery»                              |          |  |

## Recepción

### Críticas
Synthesis ha recibido críticas en su mayoría positivas de los medios gráficos. Metacritic le asigna una puntuación media de 69/100 al álbum basado en cuatro críticas, lo que indica «críticas generalmente favorables».
Christa Titus de Billboard calificó a Synthesis como un “riesgo” y dijo que las “elegantes orquestaciones” realzan “aspectos de la música de [Evanescence] que a menudo se ignoran”. Siena Yates de The New Zealand Herald elogió la voz de Lee y la base clásica “cinematográfica” de Synthesis, pero encontró el álbum “extraño” e “innecesario en gran medida”, creyendo que despojar y reelaborar los éxitos eliminó la “nostalgia” y los “ganchos” que hicieron que Evanescence se destacara en sus primeros días. Stephen Dalton, escribiendo para Classic Rock, dijo que las “remakes sin guitarra tienen una grandeza barrida por el viento y una paleta sonora panorámica que falta en las grabaciones originales”, y elogió las nuevas canciones, calificando el álbum como un “experimento exitoso”. Blabbermouth.net lo consideró el esfuerzo “más ambicioso hasta la fecha” de Evanescence, escribiendo que “el increíble rango vocal de Lee y la música expresiva y multicapa del grupo se presta naturalmente al acompañamiento orquestal”, creando un sonido “verdaderamente dinámico y cinematográfico” mientras la pasión “indudablemente brilla”. Beat Magazine lo aclamó como un álbum “fascinante” que lleva al oyente en un “viaje sensorial”, con voces que transmiten una “emoción penetrante”.Roy Trakin de Variety escribió que “Lee se reafirma firmemente como una de las vocalistas preeminentes del rock”, mientras que las canciones se convierten en epopeyas “a todo gas y de gran pantalla” y el álbum evoluciona el sonido de Evanescence.

### Gira

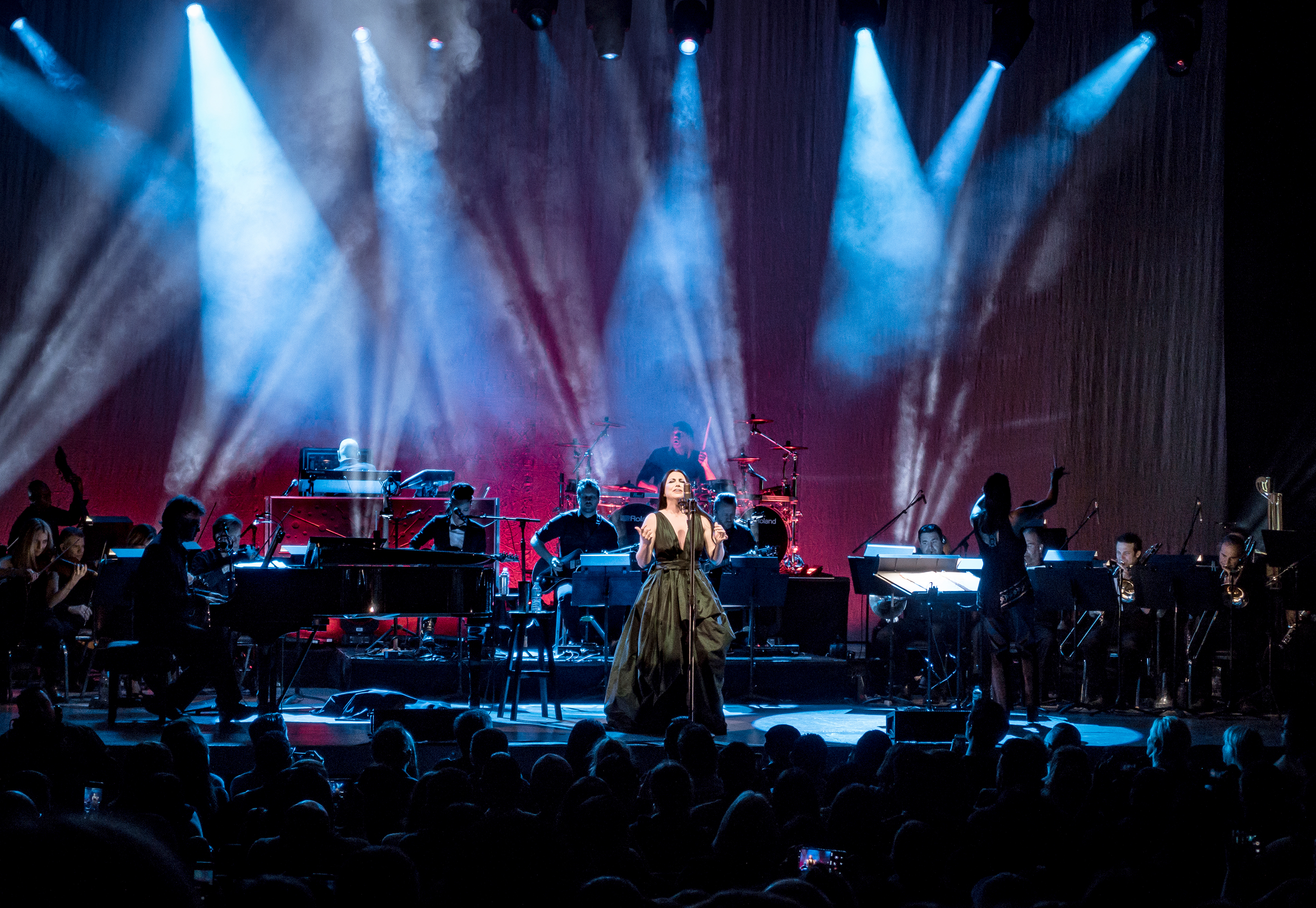
Evanescence en vivo en 2017 en Los Angeles, California

Para promocionar el álbum, la banda anunció el Synthesis Tour el 14 de agosto de 2017. La gira comenzó el 14 de octubre de 2017 en Las Vegas y está programada para finalizar en diciembre del mismo año con 28 conciertos en varias ciudades de los Estados Unidos. El objetivo detrás de las actuaciones es enfatizar la actuación vocal, las emociones y las historias detrás de las letras de las canciones de la banda, para lo cual estarán acompañados por una orquesta en el escenario. En septiembre, se anunció la gira europea la cual incluye 18 conciertos en marzo y abril de 2018.
En verano de 2018 dio también shows por los Estados Unidos, acompañados de la violinista Lindsey Stirling que sería la telonera de la banda, además de ser la artista invitada en la canción "Hi-Lo" donde colabora con el solo de violín en la versión estudio de la canción, y uniendóse en vivo en la segunda parte del Synthesis Tour.

## Créditos
Evanescence:
- Amy Lee – voz principal, piano, productora
- Tim McCord – Bajo, sintetizador
- Will Hunt – batería
- Troy McLawhorn – guitarra
- Jen Majura – guitarra
- P. R. Brown –  fotografía
- David Campbell –  arreglos de orquesta
- Will B. Hunt – ingeniero de sonido, productor, programación, sintetizador
- Emily Lazar – mezclador
- Ethan Mates – ingeniero
- Lindsey Stirling – violín
- Damian Taylor – mezclador

## Posición de lista
| Gráfica (2017)                          | Pico de posición |
| --------------------------------------- | ---------------- |
| Alemania (Offizielle Top 100)           | 5                |
| Australia (ARIA)                        | 6                |
| Austria (Ö3 Austria)                    | 11               |
| Bélgica (Ultratop flamenca)             | 21               |
| Bélgica (Ultratop valona)               | 31               |
| Canadá (Billboard Canadian Albums)      | 16               |
| Escocia (PROMUSICAE)                    | 19               |
| España (PROMUSICAE)                     | 20               |
| Francia (SNEP)                          | 58               |
| Irlanda (IRMA)                          | 60               |
| Italia (FIMI)                           | 25               |
| Japón (Oricon)                          | 36               |
| Nueva Zelanda (RMNZ)                    | 20               |
| Países Bajos (Album Top 100)            | 23               |
| Polonia (ZPAV)                          | 41               |
| Portugal (AFP)                          | 25               |
| Reino Unido (UK Albums Chart)           | 23               |
| Suiza (Schweizer Hitparade)             | 9                |
| Estados Unidos (Billboard 200)          | 8                |
| Estados Unidos (Independent Albums)     | 1                |
| Estados Unidos (Top Alternative Albums) | 1                |
| Estados Unidos (Top Classical Albums)   | 1                |
| Estados Unidos (Top Rock Albums)        | 1                |